# Janesville (thị trấn), Wisconsin
Janesville là một thị trấn thuộc quận Rock, tiểu bang Wisconsin, Hoa Kỳ. Năm 2010, dân số của thị trấn này là 3.339 người.